# Archer City
La ville d’Archer City est le siège du comté d'Archer, dans l’État du Texas, aux États-Unis. Sa population s’élevait à 1 834 habitants lors du recensement de 2010, estimée à 1 754 habitants en 2017.

## Démographie
| Groupe            | Archer City | Texas | États-Unis |
| ----------------- | ----------- | ----- | ---------- |
| Blancs            | 95,3        | 70,4  | 72,4       |
| Métis             | 2,4         | 2,7   | 2,9        |
| Autres            | 1,0         | 14,4  | 11,2       |
| Amérindiens       | 1,0         | 0,7   | 0,9        |
| Afro-Américains   | 0,3         | 11,9  | 12,6       |
| Total             | 100         | 100   | 100        |
|                   |             |       |            |
| Latino-Américains | 5,5         | 37,6  | 16,7       |

Selon l’American Community Survey, pour la période 2011-2015, 97,38 % de la population âgée de plus de 5 ans déclare parler l’anglais à la maison, alors que 2,62 % déclare parler l’espagnol.

## Personnalités
Larry McMurtry (1936-2021), écrivain, prix Pulitzer de la fiction en 1986.